# 新北市立尖山國民中學
新北市立尖山國民中學，是位於中華民國新北市鶯歌區的一所中小型公立國民中學。

## 升學表現
升學屢創佳績，每年畢業生皆有2/3學生錄取『公立高中職』學校。校友們高中職畢業，也頻傳捷報，台大、成大、政大、清大、台科大...皆有此校畢業優秀校友。

## 學校概況
成立於1989年9月，總面積3.2公頃，學生391人，分為3個年級，共16個普通班及1個資源班以及1個附屬幼稚園。教職員工總數約54人。

## 校史
- 西元1989年（民國78年）09月成立，校名為台北縣立尖山國民中學，籌備由縣立鶯歌國民中學負責新設校事務。歷經李校長富光、裘校長松釗、黃校長玠兼任籌備主任。
- 西元1994年（民國83年）02月，台灣省政府正式派隋校長邦銳先生為籌備主任暨首任校長。
- 西元1995年（民國84年）08月，起招收第一屆新生六班。
- 西元1996年（民國86年）06月，第一屆畢業生畢業。
- 西元2009年（民國98年）09月，增置資源班一班，正式特教教師一位。
- 西元2011年（民國100年）1月，台北縣升格新北市，更名為「新北市立尖山國民中學」。

## 歷任校長
| 任別 | 姓名   | 任職時間  |
| ---- | ------ | --------- |
| 1    | 隋邦銳 | 1994年2月 |
| 2    | 葉志榮 | 1997年8月 |
| 3    | 林新燕 | 2000年8月 |
| 4    | 林翠雯 | 2004年8月 |
| 5    | 劉淑芬 | 2007年8月 |
| 6    | 徐淑芬 | 2010年8月 |
| 7    | 游翔越 | 2015年8月 |
| 8    | 紀淑珍 | 2020年8月 |

## 學生社團
多個不同種類的社團，其中四個體育性的社團，武術社、熱舞社，角力社，曾於各比賽中得獎，較具代表性。

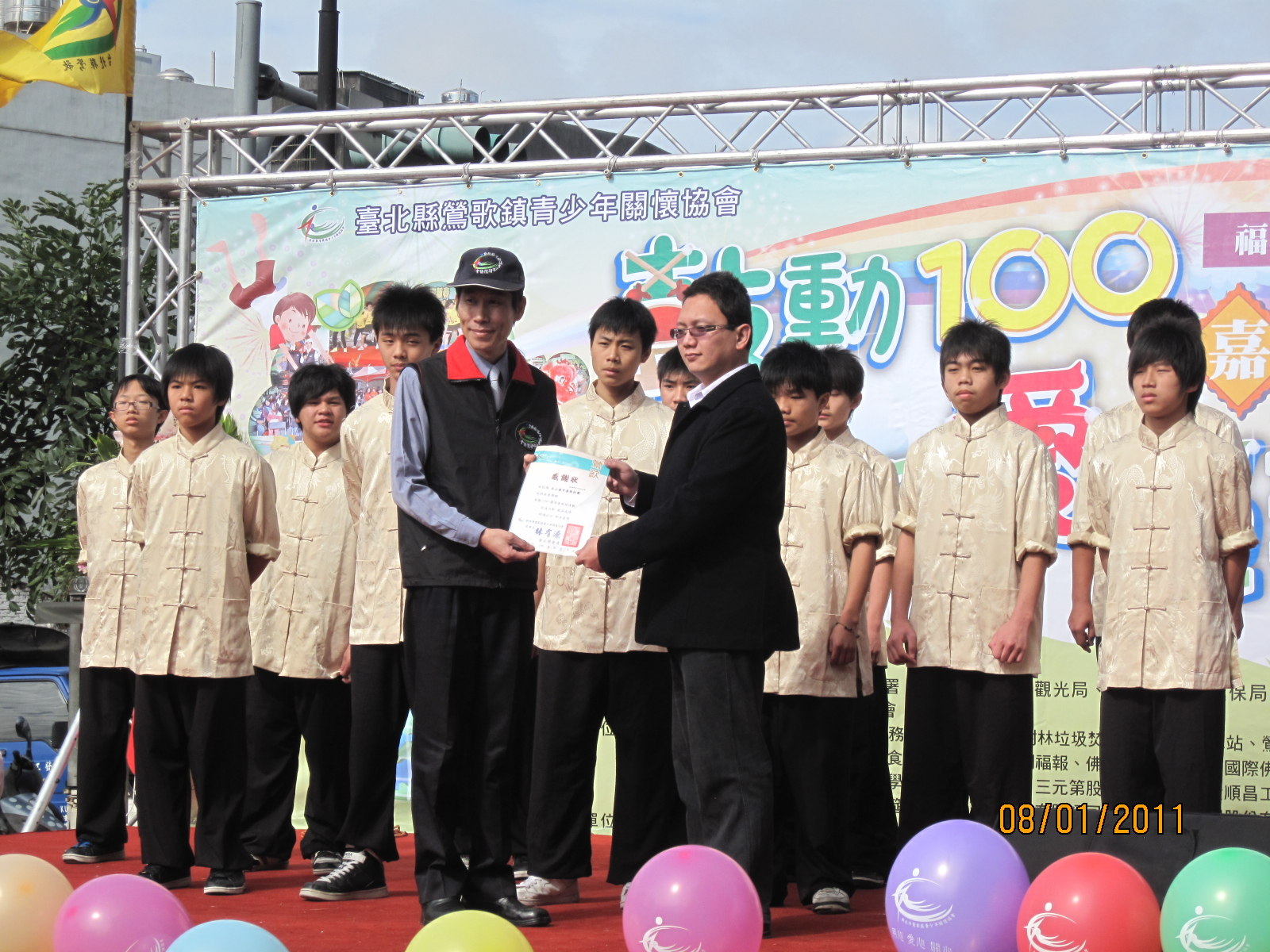
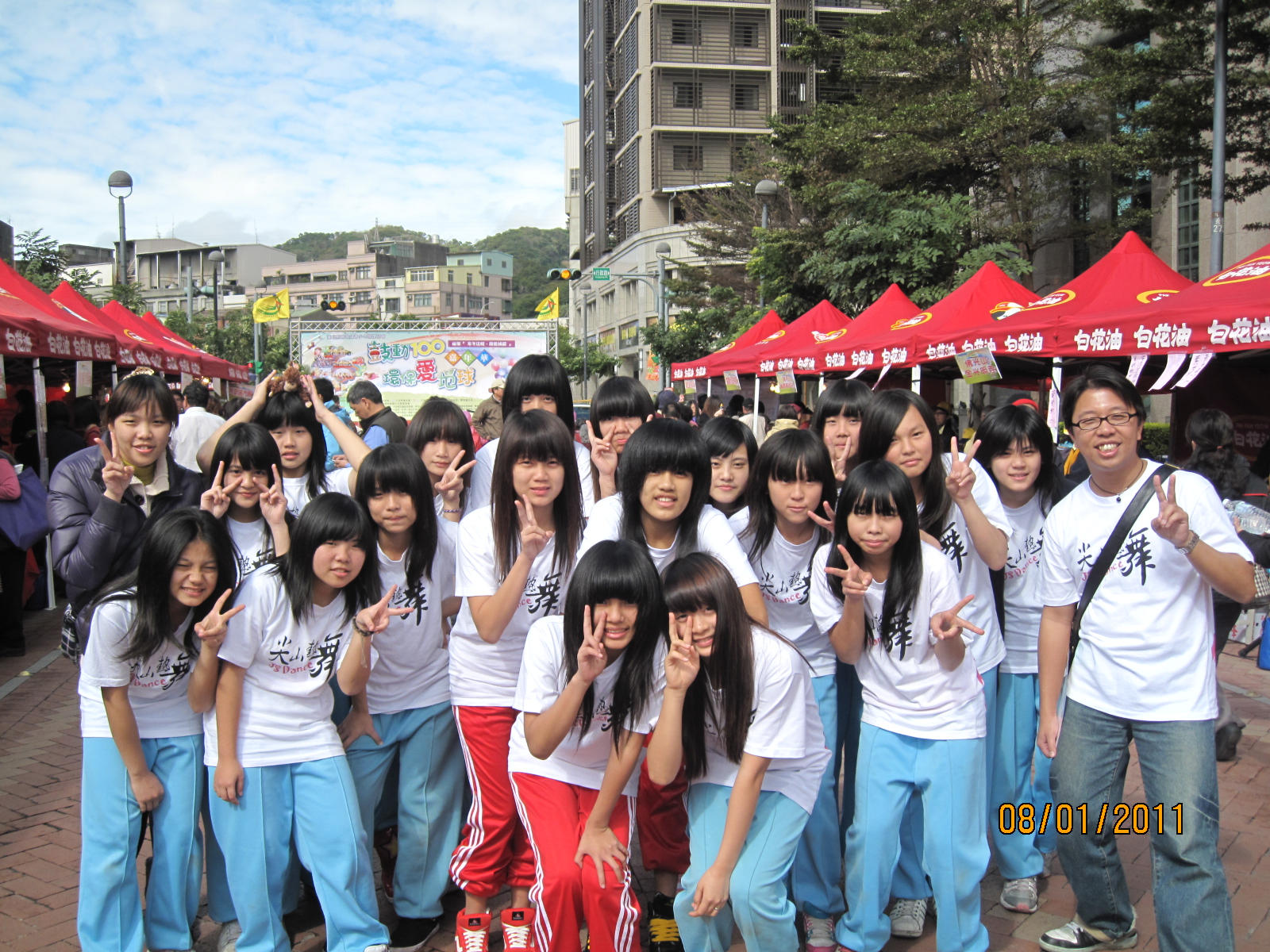
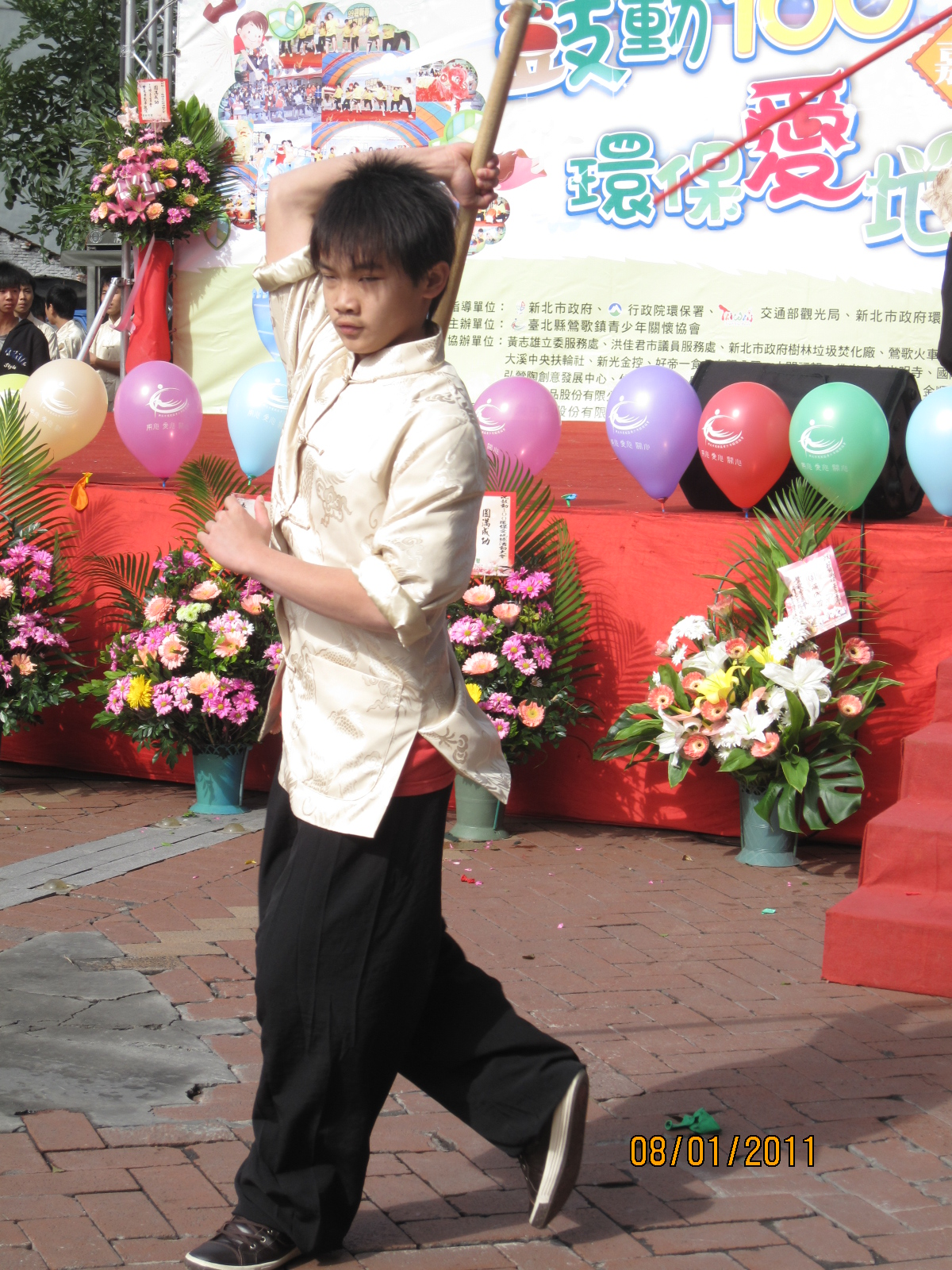

## 國際交流

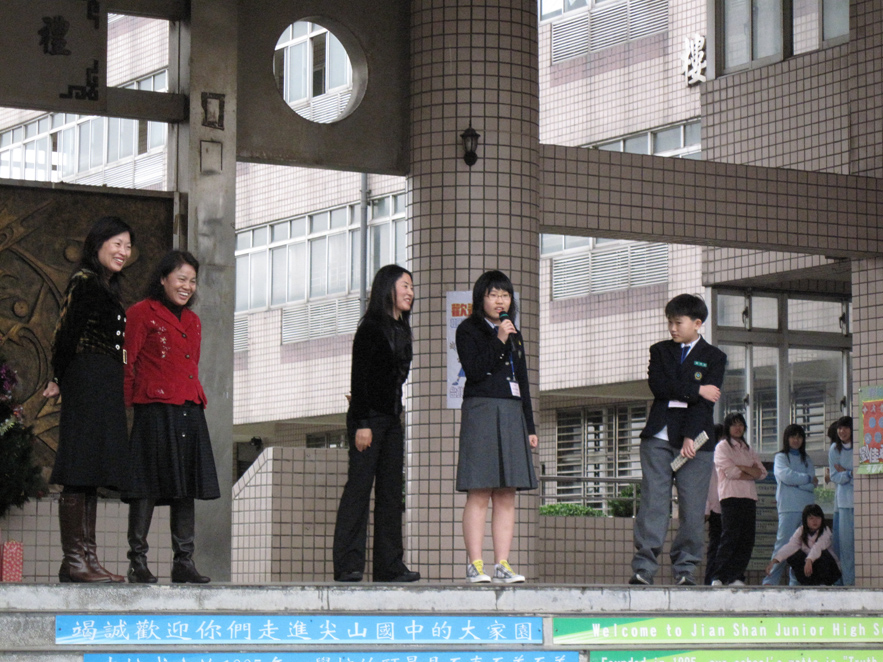

該校2009年加入教室連結亞洲對話，與英國和南韓兩國學生互有交流。
該校自2010年起成為AIESEC(國際經濟學商學學生會)之合作夥伴，常有外籍學生前往該校擔任教學志工，目前來校志工國籍包含日本、法國、馬來西亞、印尼、波蘭、越南、匈牙利、巴西等。

## 重大榮譽事蹟
2016年榮獲教育部105年度生命教育特色學校
2015年此校榮獲新北之星_藝術之星特色學校"優等"
2015年此校參加新北市103學年度中小學科學展覽國中組物理科，榮獲優等及最佳鄉土教材
2015年全國中等學校運動會，榮獲希羅式第8級第2名、自由式第10級第3名、自由式第5級第8名
102年度此校榮獲教育部友善校園卓越學校
101年度此校通過新北市低碳校園銀鵝級標章認證
97年度此校榮獲台北縣教師教學卓越獎優等
97年度此校榮獲臺北縣機關單位節能減碳第一名

## 知名校友
- 鄭心慈，華人星光大道2的參賽者，最終獲得第二名。

## 外部連結
- 新北市立尖山國民中學 （页面存档备份，存于）